# Kyprej prutnatý

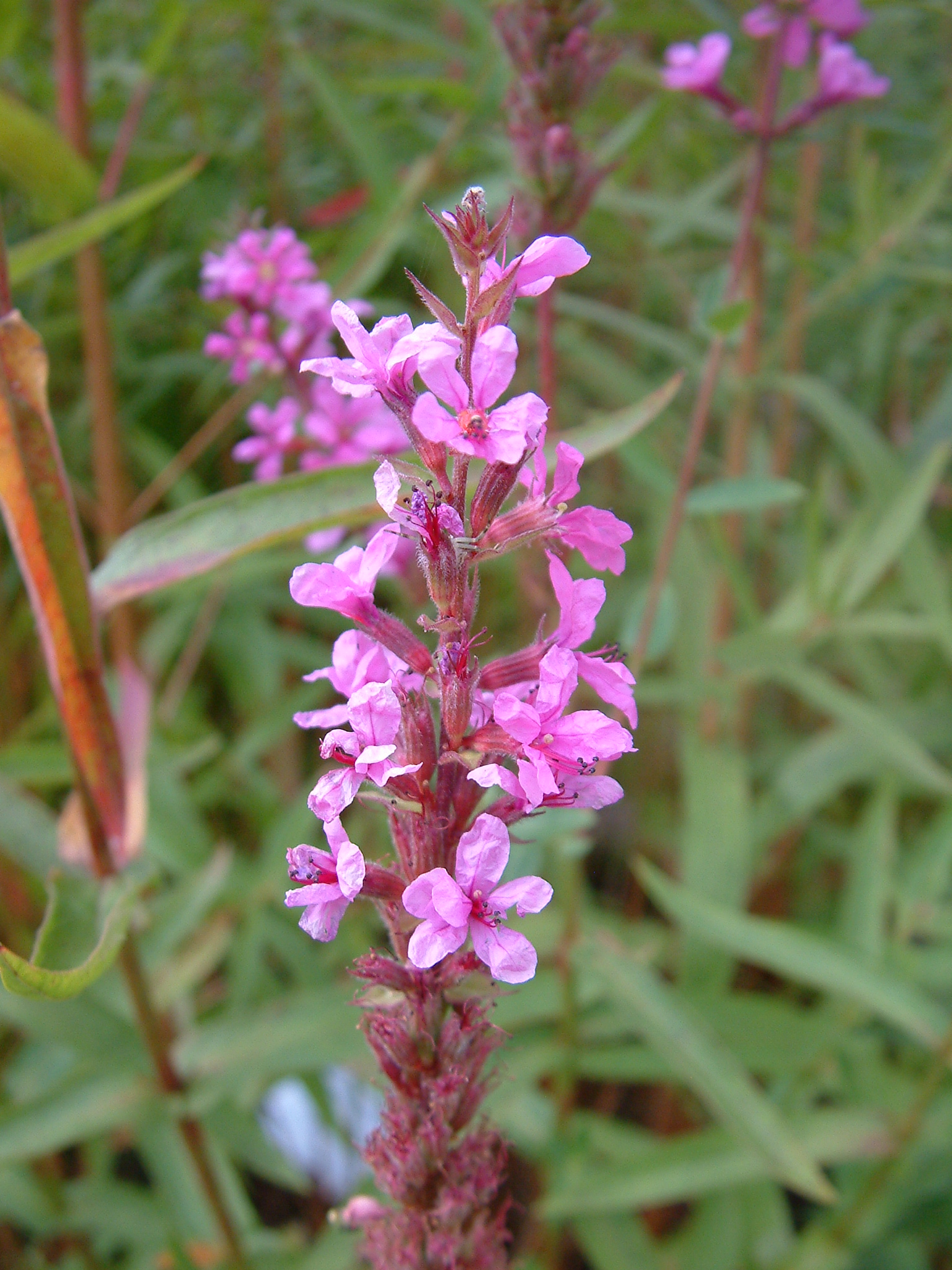
Květenství kypreje prutnatého

Kyprej prutnatý (Lythrum virgatum) je vytrvalá, obvykle růžově kvetoucí vlhkomilná rostlina, v České republice již poměrně vzácná.

## Výskyt
Je rozšířen od Polska, Česka a Rakouska přes Jihovýchodní Evropu, střední Rusko, Malou Asii a okolí Kavkazu až do Střední Asie a na jih Sibiře.
Jeho nejčastějším biotopem jsou zaplavované louky okolo tekoucích nebo stojatých vod, pobřežní křoviny, okraje lužních lesů a podmáčena pole. Je schopen vyrůstat i na vlhkých místech spojených s lidskou činností jako jsou okraje cest nebo zanedbané skládky. Snáší během léta úplné vyschnutí půdy a neškodí mu ani částečně zasolená místa. Je náročný na dostatek živin v půdě a plné oslunění. Vyrůstá převážně v teplejších, níže položených místech.
Výskyt v České republice je na hranici souvislého areálu rozšíření. V minulosti rostl na Moravě v Hornomoravském a Dolnomoravském úvalu a ve Slezsku v povodí horní Odry na Ostravsku. V současnosti se vyskytuje jen spoře a to pouze v jihovýchodní části Moravy.

## Popis
Vytrvalá lysá bylina s lodyhou vysokou od 50 do 120 cm vyrůstající z dřevnatějícího oddenku. Lodyha je na průřezu čtyřhranná a ve své horní části se prutovitě rozvětvuje. Je porostlá přisedlými, křižmostojnými listy které se v horní části postupně zmenšují a přecházejí v podobné listeny. Listové čepele jsou celokrajné, úzce kopinaté až čárkovité, na bázi klínovitě zúžené a bývají délky od 2 do 13 cm a šířky 0,5 až 2 cm.
Šestičetné květy s češulí vyrůstající na koncích lodyh jsou sestaveny do svazečků které vytvářejí řídké klasy dlouhé až 20 cm. Kalich je tvořen blanitými, široce trojúhelníkovitými lístky načervenalé barvy. Koruna je složena z lístků kopisťového tvaru o délkách 6 až 10 mm mající barvu sytě růžovou až červenofialovou. V květu je 12 tyčinek, 6 kratších a 6 delších. Rostliny vykvétají v červenci a srpnu, opylovány jsou čmeláky, včelami a motýly.
Plodem jsou podlouhlé vejčité mnohosemenné tobolky otvírajícími se dvěma chlopněmi. Rostlina se rozmnožuje semeny nebo odnožujícími oddenky, v zahradnické praxi rozdělením rostliny.

## Význam
Tato trvalka se v některých zemích pěstuje jako okrasná rostlina v odstínech růžové barvy na okrajích rybníčků, jezírek nebo v umělých rašeliništích a močálech. Lze je použít i jako řezané květiny.

## Ohrožení
Vlivem meliorací a výstavbou novomlýnských nádrží se zásadně zmenšilo území vhodné pro jeho zdárný růst. V ČR je kyprej prutnatý zařazen "Černým a červeným seznamem cévnatých rostlin České republiky z roku 2000" mezi silně ohrožené druhy (C2 – EN).